# Främre draglåda
Främre draglåda används vid undersökning av skada på korsband i knä. Ett test av de främre och bakre korsbanden i knät genom att dra tibia (skenbenet) framåt respektive bakåt i förhållande till femur (lårbenet), kan avgöra om en person har positiv draglåda. Om tibia förflyttas mer än normalt så säger man att patienten har en "främre draglåda", vilket innebär att det främre korsbandet är skadat. Smärtan som uppkommer vid denna skada varierar från person till person och orsakas av att underbenet och låret hamnar i fel ställning under stor belastning. Drabbar ofta idrottare och kan åtgärdas genom operation.